# Gheorghe Plagino
Gheorghe Alexandru Plagino (Dumbrăveni, 16 novembre 1876 – Bucarest, 3 maggio 1949) è stato un tiratore a volo rumeno.
Fu il primo atleta della Romania a disputare un'Olimpiade, 24 anni avanti alla prima apparizione di una delegazione romena ai giochi olimpici.
Partecipò ai Giochi della II Olimpiade di Parigi nel 1900 nella gara di fossa olimpica, dove arrivò al tredicesimo posto con 11 punti.